# Mario Puzo
Mario Gianluigi Puzo (Manhattan, Nova Iorque, 15 de outubro de 1920 — Bay Shore, 2 de julho de 1999) foi um escritor norte-americano conhecido pelo seus livros de ficção sobre a máfia. Também escreveu na antiga revista True Action e assinou alguns livros com o pseudônimo de Mario Cleri.

## Biografia
Puzo nasceu numa família de imigrantes italianos que moravam em Hell's Kitchen, um bairro de Nova Iorque. Criado num bairro pobre e violento de Manhattan, era filho de um ferroviário. Passou a infância entre os comboios e as bibliotecas públicas. Atraído desde cedo pelo jogo, paixão que nunca abandonou, desenvolveu também o gosto pela literatura. Quando anunciou à família o projecto de se tornar escritor, acharam que estava louco. Muitos dos seus livros descrevem a herança siciliana. Entrou para a Força Aérea dos Estados Unidos durante a Segunda Guerra Mundial e foi mandado para a Ásia e Alemanha. Regressando aos EUA, foi estudar para a New School For Social Research em Nova Iorque, depois esteve na Universidade de Columbia, onde frequentou os cursos de Literatura e Escrita de Criação.
Foi na revista American Vanguard que Puzo publicou seu primeiro conto, The Last Christmas ('O último Natal'), em 1950. Cinco anos depois, procurando avidamente o sucesso, lançou The Dark Arena (A Guerra Suja), um vigoroso romance sobre um veterano de guerra, ambientado num país em paz. Mas suas pretensões permaneceram frustradas: muito bem recebido pela crítica, o livro passou despercebido pelo grande público.
Em 1965, escreveu The Fortunate Pilgrim (no Brasil: O Imigrante Feliz ou Mamma Lucia), com idêntico resultado. Até que surgiu uma oferta irrecusável: um adiantamento de cinco mil dólares para escrever um livro sobre a Máfia. A ideia veio-lhe no decurso daquilo que ficou a saber sobre a Máfia enquanto jornalista. O resultado foi The Godfather (Brasil: O Poderoso Chefão / Portugal: O Padrinho ) (1969) e uma nova vida para Mario Puzo. Narrando a emocionante e violenta história de Don Vito Corleone, um dos chefes da Máfia, o romance transformou o autor numa celebridade literária. Foi a sua obra-prima.
Sobre o seu credo literário, Puzo declarou: 
Tenho duas razões para continuar a escrever as histórias que tenho para contar: primeiro, porque me divirto; e segundo, porque cheguei à conclusão de que ler é muito melhor que comer, beber, jogar e ter mulher. Enfim, tudo o que já conheci na vida.
O Poderoso Chefão foi depois adaptado para o cinema pelo diretor Francis Ford Coppola, numa série de três filmes, lançados em 1972, 1974 e 1990, que fizeram imenso sucesso, ganhando diversos Oscars (nove prêmios no total), Puzo roteirizou junto com Coppola os três filmes de uma das séries de mais sucesso no cinema. Os dois primeiros filmes são considerados por muitos críticos de cinema como os maiores de todos os tempos. Puzo ajudou a escrever o roteiro destes filmes, e também se envolveu com outros filmes, como Earthquake, Superman: The Movie, Superman II e Christopher Columbus: The Discovery
Puzo morreu de ataque cardíaco em 2 de julho de 1999, em sua casa em Bay Shore, Long Island, New York. Sua família vive hoje em East Islip.

## Obras

### Ficção
| nº série | Título original                  | Título no Brasil                                           | Tradução                | Título em Portugal                             | Tradução                  | Ano                                |
| -------- | -------------------------------- | ---------------------------------------------------------- | ----------------------- | ---------------------------------------------- | ------------------------- | ---------------------------------- |
| 01       | The Last Christmas               | O Último Natal                                             |                         |                                                |                           | (1950)                             |
| 02       | The Dark Arena                   | A Guerra Suja                                              | Aurea Weissenberg       |                                                |                           | (1955)                             |
| 3        | The Fortunate Pilgrim            | O Imigrante Feliz ou Mamma Lucia                           | Carlos Nayfeld          |                                                |                           | (1965)                             |
| 04       | The Runaway Summer of Davie Shaw |                                                            |                         |                                                |                           | (1966, Livro infantil)             |
| 05       | Six Graves to Munich             | Seis Túmulos Para Munique                                  | Roberto Muggiati        | Seis campas até Munique                        | Ana Maria Pinto da Silva  | (1967), como Mario Cleri.          |
| 06       | The Godfather                    | O chefão ou O Poderoso Chefão                              | Carlos Nayfeld          | O padrinho                                     | Mário Varela Soares       | (1969)                             |
| 07       | Fools die                        | Os Tolos Morrem Antes                                      | Luzia Machado da Costa  | Os loucos morrem                               | Maria Emília Ferros Moura | (1978)                             |
| 08       | The Sicilian                     | O Siciliano                                                | A. B. Pinheiro de Lemos | O Siciliano                                    | Maria Emília Ferros Moura | (1984)                             |
| 09       | The fourth K                     | O Quarto K                                                 | A. B. Pinheiro de Lemos | O quarto Kennedy                               | Manuel Cordeiro           | (1991)                             |
| 10       | The Last Don                     | O Último Chefão                                            | Geni Hirata             | O Último Padrinho                              | Mário Dias Correia        | (1996)                             |
| 11       | Omertà                           | Omertà                                                     | Sylvio Gonçalves        | Omertà                                         | Mário Dias Correia        | (2000)                             |
| 12       | The family                       | Os Bórgias: a história da primeira grande família do crime | Alves Calado            | A família: Uma saga de ambição e sede de poder | J. Teixeira de Aguilar    | (2001 - finalizado por Carol Gino) |

### Não-ficção
- Test Yourself: Are You Heading for a Nervous Breakdown? como Mario Cleri (1965)
- The Godfather Papers & Other Confessions (1972)
- Inside Las Vegas (1977)

### Roteiros para o cinema
- The Godfather (1972)
- The Godfather: Part II (1974)
- Earthquake (1974)
- Superman (1978)
- Superman II (1980)
- The Godfather: Part III (1990)
- Christopher Columbus: The Discovery (1992)
- Superman II: The Richard Donner Cut (2006)